# Kimi-Aliweri
Kimi-Aliweri (gr. Δήμος Κύμης-Αλιβερίου, Dimos Kimis-Aliweriu) – gmina w Grecji, w administracji zdecentralizowanej Tesalia-Grecja Środkowa, w regionie Grecja Środkowa, w jednostce regionalnej Eubea. W 2011 roku liczyła 28 437 mieszkańców. Powstała 1 stycznia 2011 roku w wyniku połączenia dotychczasowych gmin: Kimi, Konistres, Taminei, Awlona i Distos. Siedzibą gminy jest Aliweri, a siedzibą historyczną jest Kimi.